# Vogalni stolpič
Vogalni stolpič tudi bartizan je majhen vogalni stolp na vrhu bastijona, obzidja ali na vogalu zgradbe, ki ima okrogel ali poligonalen tloris. Običajno je na konzoli in štrli navzven. Njegov zgornji konec bodisi tvori streho ali ploščad s parapetom in cinami.

## Opis
Vogalni stolpiči so se prvič pojavili v 12. stoletju v srednjeveških gradovih in so bili v 16. stoletju tudi sestavni del utrdb. Kasneje postali le kot dekorativni element v posvetnih stavbah. Prvotno je služil kot opazovalna točka za stražo, zato so vedno imeli v zidu odprtine. Pogosto so imeli tudi druge arhitekturne elemente, kot so strelnice in mašikule, prav tako pa so bili pogosto dostopni iz obrambnega hodnika.
Eugène Viollet-le-Duc meni v svojem Dictionnaire raisonné de l'architecture française du Xie au XVe siècle, da so bili zgodnji vogalni stolpiči - tako kot nekdanje hurde (zunanji leseni obrambni hodnik) - v celoti sestavljeni iz lesa in da so bili prvi kamniti primeri preprostih vogalnih stolpičev z okroglo ali kvadratno osnovo postavljeni na vogalih obzidij in obrambnih stolpov.
- Vogalni stolpič v Fort de Savoie v Colmarsu.
- Petstolpičev z obrambnim stolpom v enem vogalu.
- Brouage, obzidje z dvema stolpičema.
- Opatija Maillezais, stolpič iz valoloma.